# Джентльмени (серіал)
«Джентльмени» (англ. The Gentlemen) — комедійний бойовик, створений Гаєм Річі для Netflix. Є спін-оффом його однойменного фільму 2019 року. У головній ролі в серіалі знявся Тео Джеймс. Прем'єра серіалу відбулася 7 березня 2024 року.

## Актори та персонажі
Головні
- Тео Джеймс — Едвард «Едді» Горніман, новий герцог Холстед та колишній миротворець ООН
- Кая Скоделаріо — Сьюзі Ґласс, де-факто голова злочинного синдикату Боббі Ґласса, поки той перебуває у в'язниці
- Деніел Інгз — Фредерік «Фредді» Горніман, кокаїнозалежний старший брат Едді
- Джоелі Річардсон — леді Сабріна Горніман, Едді, Фредді та мати Чарлі
- Джошуа Макгуайр — Стікі Піт, кримінальний шахрай, який націлився на Фредді
- Вінні Джонс — Джефф Сікомба, доглядач садиби Холстед
- Едвард Фокс — Арчібальд Горніман, літній батько братів Горнімен
- Джанкарло Еспозіто — Стенлі Джонстон, американський аристократ, який любить вино та прагне купити садибу Холстед
- Рей Вінстон — Боббі Ґласс, ув'язнений голова імперії канабісу, яка використовує територію садиби Холстед як частину своєї діяльності, та батько Сьюзі
- Фредді Фокс — Макс Бессінгтон, дев'ятий лорд Бессінгтона та актора-початківець з темною таємницею
- Крістофер Гів'ю — Флоріан де Гроот
- Лоуренс О'Фуарайн — Джей Пи, глава родини мандрівників, який стає дистриб'ютором Едді

## Український Дубляж
- Студія: Так Треба Продакшн
- Перекладачка: Ілона Штундер
- Режисерка дубляжу: Галина Желізняк
- Спеціалісти зі зведення звуку: Юрій Гелун, Дмитро Скриль
- Менеджерка проєкту: Валерія Антонова

Ролі дублювали:
- Едді — Дмитро Гаврилов
- Фредді — Олександр Погребняк
- Сьюзі — Катерина Брайковська
- Томмі — Олексій Зубков
- Ахмед — Сергій Ладєсов
- Євангеліє — Володимир Терещук
- Фелікс — Михайло Тишин
- Джетро — Кирило Татарченко
- Джиммі — Олег Грищенко
- Ласка — Олена Бліннікова
- Макс — В'ячеслав Хостікоєв
- Френк; Боббі — Євген Пашин
- Джей Пі; Чакі — Роман Чорний
- Флоріан; Джекі — Роман Молодій
- Генрі — Олександр Шевчук
- Чарлі — Анна Артем'єва

А також: Наталя Задніпровська, Тетяна Руда, Юрій Гребельник, Сергій Гутько, Владислав Пупков, Наталя Калюжна, Діана Семенюк, Єлизавета Мастаєва